# Zarah – Wilde Jahre
Zarah – Wilde Jahre ist eine in Hamburg spielende deutsche Fernsehserie über eine engagierte und eigenwillige Journalistin, die in den frühen 1970er Jahren für die Emanzipation der Frau und gegen die patriarchalen Strukturen eines mächtigen Printmagazins – teilweise mit harten Bandagen – kämpft. Nachdem die ersten beiden Folgen zur Hauptsendezeit im ZDF gesendet worden waren, wurde die Ausstrahlung der Folgesendungen zur gleichen Sendezeit nach ZDFneo verschoben.

## Hintergrund

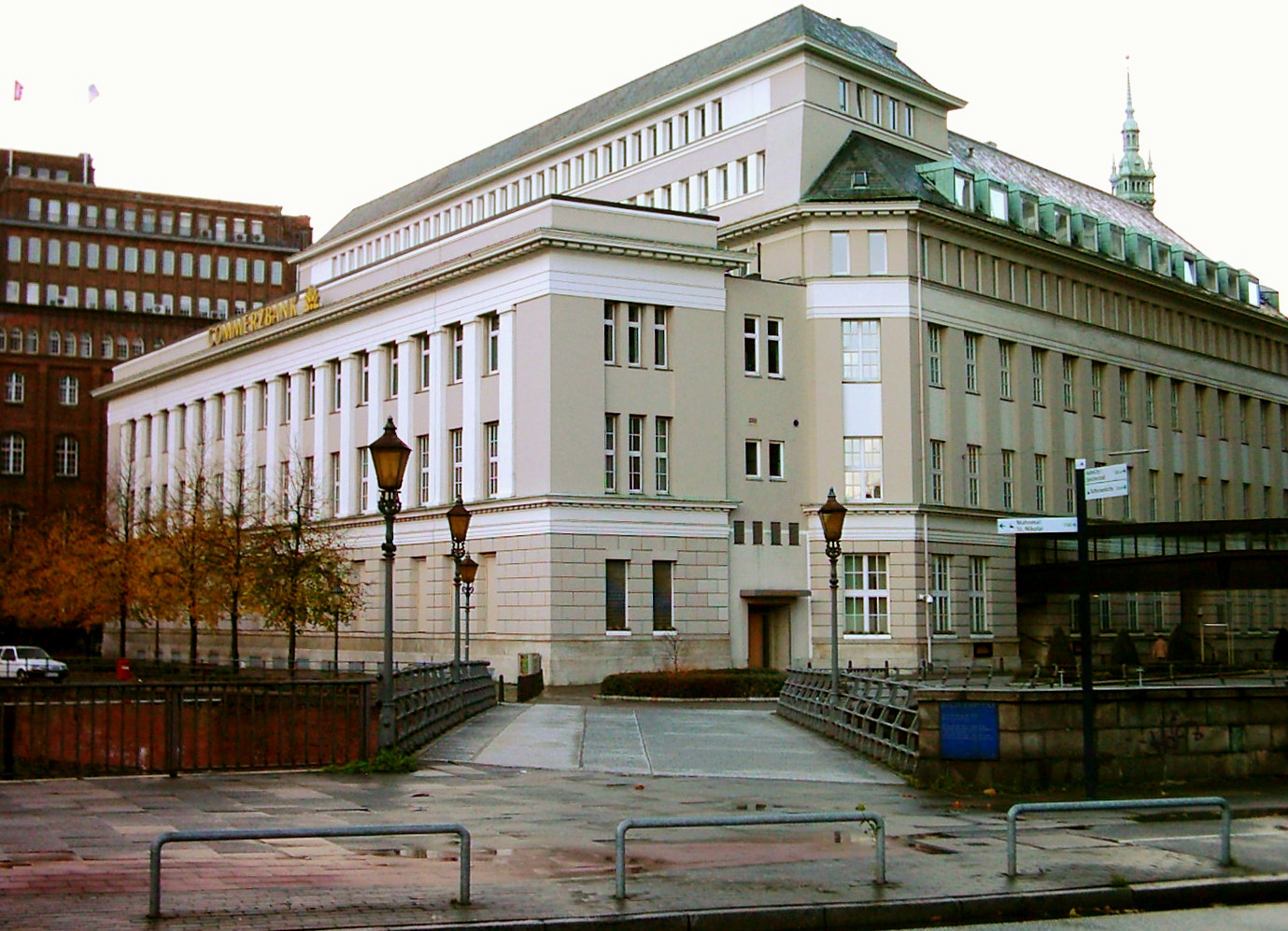
Drehort für die Redaktion der Relevant war ein ehemaliges Bankgebäude an der Hamburger Zollenbrücke.

Schauplatz der Serie ist die Welt der Printmedien der 1970er Jahre: Zarah spielt im Jahr 1973, als Feminismus und der große Journalismus noch sehr entfernte Welten darstellten. „Wir haben abgetrieben!“ lautete der von Alice Schwarzer initiierte Titel des Stern am 6. Juni 1971, auf dem 374 zum Teil prominente Frauen erklärten, abgetrieben zu haben – wofür damals eine Freiheitsstrafe drohte. Am 8. Dezember 1977 erschien z. B. im Stern die Titelgeschichte von Ingrid Kolb „Deutsche Chefs – Ferkel im Betrieb“, in der Kolb acht Frauen über sexuelle Belästigung am Arbeitsplatz zu Wort kommen ließ. Der Text löste Empörung aus und führte zu zahlreichen wütenden Leserbriefen, Bertelsmann-Chef Reinhard Mohn bezeichnete den Text als „lächerlich primitiv“. Neben Schwarzer und Kolb nannte Produzent Jan Kromschröder auch Wibke Bruhns und Peggy Parnass als Vorbilder für das Profil der Protagonistin Zarah Wolf.
Die Dreharbeiten fanden im Frühjahr 2017 in und um Hamburg statt, Drehort für die Redaktion der Relevant war ein 1870 erbautes ehemaliges Bankgebäude (Koordinaten: ⊙) an der Zollenbrücke.

## Handlung
Die bekannte Publizistin Zarah Wolf will 1973 bei Relevant, dem auflagenstärksten Wochenmagazin, etwas bewegen, will politische Frauenthemen lancieren und mehr Feminismus wagen. Sie sieht sich einer breiten Front unverbesserlicher Machos und Ignoranten gegenüber, hat jedoch die zeitgemäßeren Argumente.

## Ausstrahlung
Nachdem der Pilotfilm zur Hauptsendezeit im ZDF gesendet worden war, folgte die zweite Episode wegen einer Sendung zur Bundestagswahl 2017 erst nach zwei Wochen. Die weiteren Folgen wurden dann zwar ebenfalls um 21 Uhr, allerdings auf ZDFneo ausgestrahlt, im Nachtprogramm des ZDF folgte am selben Abend eine Wiederholung.

## Rezeption
Zarah – Wilde Jahre wurde in den Rezensionen vielfach als „deutsche Antwort“ auf die über Amazon Video ausgestrahlte US-Serie Good Girls Revolt bezeichnet, allerdings mit weniger „Glamour und 1970er-Jahre-Charme, denn die Büros bei ‚Zarah‘ sehen ganz schön piefig aus“.
Dass sich die von Kritikern gelobte Serie so zu „einem bitteren Flop“ entwickelte, war nach Ansicht von Hans Hoff „in Mainz […] zu großen Teilen selbst zu verantworten […] liefe sie bei Netflix, würde sie längst als der neue heiße Scheiß durch die sozialen Netzwerke wabern und hundertfach empfohlen werden, aber sie läuft nun mal beim ZDF“. Auch rtv vertrat die Ansicht, der Sender mache „mit der neuen historischen Journalistenserie ‚Zarah‘ fast alles richtig – bis auf den Sendeplatz“.

„Was ‚Zarah‘ […] aktuell macht, ist der gründliche Blick in die Eingeweide einer Illustrierten, die vorgibt, fortschrittlich zu sein, und gleichzeitig die Würde der Frau mit Füßen tritt. Die Frage nach der Doppelmoral und jene nach dem Selbstverständnis der Medien weisen vom goldenen Zeitalter des analogen Print-Journalismus direkt in die Gegenwart eines mit allen Mitteln ums Überleben kämpfenden Gewerbes. Die Kritik am zynischen Medienapparat ist hier oft ähnlich wie bei Helmut Dietls ‚Kir Royal‘ in harmlosem Gesellschaftsgeplauder verpackt und dabei übrigens nicht weniger scharf formuliert. Diesseits und jenseits der Frage nach Gleichberechtigung gäbe es für eine zweite Staffel allerlei kritische Anknüpfungspunkte.“

„In manchen Szenen entsteht […] der Eindruck, als ob die Autoren und der Regisseur Richard Huber (warum eigentlich keine Frau?) nicht genau wissen, worum genau es bei Feminismus eigentlich geht, und das Thema nutzen, um Klischees abzubilden und sich lustig zu machen – Latzhosen und Vagina-Erkundungen inklusive. Komplett missraten ist die erste Folge dennoch nicht. Es gibt eine ganze Reihe von Erzählsträngen und Charakteren, die neugierig machen. In den weiteren Folgen nimmt die Qualität dann auch zu, […]“

„Das Tempo ist hoch, die Dramaturgie gut durchdacht. […] Ein Vergleich mit ‚Mad Men‘ verbietet sich …, denn dafür ist die Handlung des Drehbuchs […] zu aufgedreht, zu comedygetrieben (eine müde Karikatur ist etwa der Rockstar Tom Stroker in der Auftaktepisode) und vor allem zu retro-engagiert. […] Trotz dieser Einwände handelt es sich um einen weiteren erfreulichen Versuch, anderes Fernsehen zu machen, das sich von ZDF-Serien wie ‚Der Bergdoktor‘ oder ‚Bettys Diagnose‘ kategorial unterscheidet. Und man verzeiht ja auch gern manche kleine Plumpheit, wenn das Gesamtergebnis derart flott, gutgelaunt und stylish daherkommt.“

„Das ist beste Fernsehunterhaltung – realitätsnah, wahrhaftig & pointiert erfunden zugleich, das ist klug, gewitzt, cool, sexy, hat ein stimmiges Tempo […] & eine hinreißende Hauptdarstellerin. […] ‚Zarah – Wilde Jahre‘ besitzt für hiesige Verhältnisse ein ungewöhnliches Konzept: eine Primetime-Serie als historisches Drama, das ein Stück weit auch deutsche Emanzipations- und Mediengeschichte schreibt. Der Serie liegt ein gut recherchiertes Drehbuch zugrunde, bei dem man auch im Detail erkennen kann, dass hier ehemalige Journalisten am Werke waren. Die ‚Relevant‘-Mitarbeiter besitzen bei aller – vermeintlich klischeehaften – Überspitzung einen wahrhaftigen Kern, und einige entpuppen sich im Laufe der Handlung als vielschichtiger, als auf den ersten Blick angenommen. Die Besetzung kommt bis in die kleinsten Rollen ohne Schwachpunkte aus.“

## Auszeichnungen
Die Serie wurde zum Film Festival Cologne 2017 sowie zum INPUT-Festival 2018 nach Brooklyn eingeladen und war beim „Festival De La Creation Audiovisuelle Internationale“ 2018 in Biarritz im Wettbewerb um die beste Serie nominiert. Auch beim Jupiter Award 2018, dem Publikumspreis der Zeitschriften TV Spielfilm und Cinema, gehörte Zarah – Wilde Jahre in der Kategorie „Beste Serie national“ zu den Nominierten. Eine weitere Nominierung gab es bei den Seoul International Drama Awards 2018, dort ging die Serie im Wettbewerb um den „Comedy Golden Bird Prize“ an den Start. Für ihre Bücher zur Serie wurden Eva und Volker A. Zahn mit dem Juliane-Bartel-Medienpreis 2018 ausgezeichnet. Mit dem von der niedersächsischen Landesregierung ausgelobten Preis werden Arbeiten prämiert, die im Fernsehen oder Hörfunk einen Beitrag zur Gleichberechtigung der Geschlechter leisten.

## Besetzung
| Rolle                   | Schauspieler      | Hauptrolle (Staffel) | Anmerkungen (mit Handlungshinweisen)                                                                    |
| ----------------------- | ----------------- | -------------------- | --- |
| Zarah Wolf              | Claudia Eisinger  | 1.01–1.06            | Die bekannte Publizistin will bei „Relevant“, dem auflagenstärksten Wochenmagazin, etwas bewegen        |
| Hans-Peter Kerckow      | Torben Liebrecht  | 1.01–1.06            | Chefredakteur von Relevant, gegen dessen Willen Zarah Wolf als seine Stellvertreterin eingestellt wurde |
| Jenny Olsen             | Svenja Jung       | 1.01–1.06            | Praktikantin Jenny „Big Daddy“ Olsen und Verlegertochter, die sich in Zarah Wolf verliebt               |
| Frederik Olsen          | Uwe Preuss        | 1.01–1.06            | Verleger von Relevant                                                                                   |
| Georg Hartwig           | Ole Puppe         | 1.01–1.06            | Kultur-Chef von Relevant                                                                                |
| Hedda Hartwig           | Julia Thurnau     | 1.03–1.04            | Ehefrau von Georg Hartwig                                                                               |
| Wolfgang Schaffelgerber | Jörn Hentschel    | 1.01–1.06            | Politik-Chef von Relevant                                                                               |
| Karin Simonis           | Milena Dreißig    | 1.01–1.06            | Redakteurin „Frauen, Mode, Lebensart“ bei Relevant                                                      |
| Brigitte Jansen         | Theresa Underberg | 1.01–1.06            | Chef-Sekretärin von H.-P. Kerckow                                                                       |
| Rudolf Mensing          | Martin Horn       | 1.01–1.06            | Chef vom Dienst bei Relevant                                                                            |
| Tom Balkow              | Leon Ullrich      | 1.01–1.06            | Leiter der Grafik bei Relevant                                                                          |
| Elke Beermann           | Sarina Radomski   | 1.01–1.06            | Mitarbeiterin der Grafik bei Relevant                                                                   |
| Ulrike Körber           | Magdalena Helmig  | 1.01–1.06            | engagiert sich im Frauenforum, arbeitet in der Kantine bei Relevant                                     |
| Hilde Wolf              | Imogen Kogge      | 1.01–1.04            | Zarahs Mutter                                                                                           |

## Episoden
| Nr.  | Titel                           | Erstausstrahlung   | ZDFneo             | ZDFneo         | ZDF                | ZDF             | ZDFmediathek       |
| Nr.  | Titel                           | Erstausstrahlung   | Marktanteil gesamt | 14–49 Jahre    | Marktanteil gesamt | 14–49 Jahre     | ZDFmediathek       |
| ---- | ------------------------------- | ------------------ | ------------------ | -------------- | ------------------ | --------------- | ------------------ |
| 1.01 | Titel & Titten                  | 7. September 2017  | –                  | –              | 7,5 % (2,12 Mio.)  | 4,6 % (410.000) | 24. August 2017    |
| 1.02 | Deutschlands grausamste Emanze  | 21. September 2017 | –                  | –              | 5,7 % (1,64 Mio.)  | 4,3 % (410.000) | 7. September 2017  |
| 1.03 | Ich hab auf sein Grab gepinkelt | 28. September 2017 | 1,4 % (400.000)    | 0,3 % (30.000) | 8,4 % (0,45 Mio.)  | [ 19 ]          | 14. September 2017 |
| 1.04 | Ein Festival der Liebe          | 5. Oktober 2017    | 0,7 % (210.000)    | 0,3 %          | 5,7 % (0,37 Mio.)  |                 | 21. September 2017 |
| 1.05 | Ballern und bumsen              | 12. Oktober 2017   | 1,1 % (320.000)    | 0,5 %          | 7,2 % (0,33 Mio.)  | [ 21 ]          | 28. September 2017 |
| 1.06 | Papi ist der Beste              | 19. Oktober 2017   | 0,7 % (210.000)    | 0,9 %          | 0000 (0,24 Mio.)   |                 | 5. Oktober 2017    |

Episode 1 und 2 wurden jeweils um 21 Uhr im ZDF ausgestrahlt, die folgenden Episoden liefen zur gleichen Sendezeit auf ZDFneo und wurden jeweils am selben Abend um 0:45 Uhr (Episode 6 um 0:12 Uhr) im Nachtprogramm des ZDF wiederholt. Jeweils zwei Wochen vor dem Sendetermin standen die Folgen zum Abruf über die ZDFmediathek bereit.